# Batterie Anna Pauker – Groupe Franco-belge
Batterie Anna Pauker – Groupe franco-belge (en espagnol : Grupo Franco-Belga de Anna Pauker) était une unité d'artillerie des Brigades internationales, composée principalement de volontaires français et belges, mais aussi roumains, ayant combattu pendant la Guerre d'Espagne (1936–1939). Elle portait le nom de la militante communiste roumaine Ana Pauker.

## Contexte
Durant la guerre civile espagnole, des dizaines de milliers de volontaires étrangers furent mobilisés par l'Internationale communiste (Komintern) pour soutenir le Front populaire et la Seconde République espagnole contre les forces nationalistes dirigées par Francisco Franco. Ces volontaires furent organisés en Brigades internationales, qui comprenaient plusieurs unités d'artillerie lourde, telles que la Batterie franco-belge « Anna Pauker ». L’unité faisait partie de la XIe Brigade.

## Membres notables
- Valter Roman, commandant de la batterie en décembre 1936 et janvier 1937[1].
- Gaston Carré, commandant de la batterie à partir de février 1937[4],[5].
- Nicolae Cristea, volontaire communiste roumain et ancien chef de l’unité avant son retour en France en 1939[6].
- Victor Morin, commissaire politique de la batterie en 1938[7].
- Abel Benoiton, observateur d'artillerie, rentré en France en novembre 1938[8].

## Activité militaire
La batterie a été active sur plusieurs fronts dans les zones tenues par les Républicains, apportant un soutien d'artillerie aux unités d’infanterie. Elle fut retirée en 1938 dans le cadre du processus plus large de rapatriement des volontaires internationaux.

## Idéologie et symbolisme
L'unité portait le nom d’Ana Pauker, figure communiste roumaine de premier plan affiliée au Komintern, alors emprisonnée en Roumanie. Son nom fut utilisé symboliquement pour souligner la nature internationaliste et antifasciste du combat mené par les Brigades internationales.

## Héritage
Bien que moins connue que d'autres unités internationales, la Batterie Anna Pauker fit partie intégrante du mouvement plus vaste de solidarité internationale contre le fascisme, et fut ultérieurement commémorée au sein des mouvements communistes en France et en Belgique.